# ザ・ハヌカー・ソング
「ザ・ハヌカー・ソング」(英語: The Chanukah Song) はコメディアンのアダム・サンドラーが『サタデー・ナイト・ライブ』のライターであるルイス・モートン及びイアン・マックストン・グラハムと共作したコミックソングであり、1994年12月3日に『サタデー・ナイト・ライブ』で初めて歌われた。サンドラーはその後、自分のスタンダップショーでこの歌を歌うようになり、のちには新しい歌詞にアップデートして歌っている。歌のタイトルであるハヌカーはクリスマスと同じ時期に行われるユダヤ教の祭りである。全てのバージョンがクリスマスの季節に置いてきぼりにされたような気分を味わっているユダヤ系の子どもたちに焦点をあてており、こうした子どもたちの状況への共感を示すべく、「ハヌカーの祭りを祝おう」、「クリスマスツリーのない家は君んちだけみたいで寂しい気分かもしれない」、「でも、こんな有名人もハヌカーを祝っているよ」とユダヤ系の著名人の名前をたくさんあげている。この曲は「ハヌカのー歌の中でも最もよく知られている曲のひとつ」だと言われている。

## パートI (1994)
最初のバージョンは1994年12月3日に『サタデー・ナイト・ライブ』の「ウィークエンド・アップデート」のコーナーで初めて披露された。1995年にシングルが発売された。その後、サンドラーの1996年のコメディアルバムであるWhat the Hell Happened to Me?に収録された。デイヴィッド・リー・ロス、ジェームズ・カーン、カーク・ダグラス、ダイナ・ショア、『ハッピーデイズ』のフォンジー（ヘンリー・ウィンクラー）、ポール・ニューマン、スポック、三ばか大将などがユダヤ系としてあげられている。さらにO・J・シンプソンは「ユダヤ人でない」と言われてお客から喝采を浴びている。野球選手のロッド・カルーは誤って「改宗した」と言われているが、実際はカルーの妻子はユダヤ教徒であるものの、カルー自身はそうではない。カルーは後にサンドラーに連絡し、この歌がむしろ面白いと思ったと言ったという。ハリソン・フォードも登場しており、サンドラーはフォードは4分の1ユダヤ人だと言っているものの、実際はフォードの母はユダヤ人である。『クリスマス・キャロル』に出てくるエベネーザ・スクルージはユダヤ人ではないと言われている。

### チャート
| タイトル            | 年   | 最上位            | 最上位    | 最上位    | 認定         |
| タイトル            | 年   | Billboard Hot 100 | Adult Pop | Mod. Rock | 認定         |
| ------------------- | ---- | ----------------- | --------- | --------- | ------------ |
| "The Chanukah Song" | 1996 | 80                | 28        | 25        | - RIAA: Gold |

## パートII (1999)
"The Chanukah Song, Part II"はブランダイス大学でライヴ録音され、サンドラーの1999年のアルバムStan and Judy's Kidに収録された。このバージョンではウィノナ・ライダー、ラルフ・ローレン、カルバン・クライン、ヴェルーカ・ソルトのルイーズ・ポストとニナ・ゴードン、ビースティ・ボーイズの マイケル・"マイク・D"・ダイアモンドとアダム・"MCA"・ヤウクとアダム・"アドロック"・ホロヴィッツ、ダスティン・ホフマン、ハーヴェイ・カイテルなどが出てきている。レニー・クラヴィッツが出てきているが、レニーの父は信仰を実践していないユダヤ教徒で、レニー本人は若いときにキリスト教徒に改宗している。ジェニファー・ビールスも出てきているが、ビールス本人は一時期ユダヤ教教徒になりたかったと言っているものの実際は改宗していない

## パートIII (2002)
映画『エイト・クレイジー・ナイト』のサウンドトラックに、俳優のロブ・シュナイダーと子ども合唱団であるドレイ＝デルズのヴォーカルが入ったヴァージョンが収録されている。この映画じたいが「ザ・ハヌカー・ソング」からヒントを得て作られたものである。このバージョンには、『フレンズ』のロス（デヴィッド・シュワイマー）とフィービー（リサ・クドロー）、デブラ・メッシング、メリッサ・ギルバート、マイケル・ランドン、ジェリー・ルイス、ベン・スティラー、ジャック・ブラック、トム・アーノルド、『デュース・ビガロウ、激安ジゴロ!?』のデュース・ビガロウ（ロブ・シュナイダーが演じた）、サラ・ヒューズ、ハリー・フーディーニ、デビッド・ブレイン、グウィネス・パルトロー、ジェニファー・コネリー、ルー・リード、ベック、ポーラ・アブドゥル、ジョーイ・ラモーン、ナタリー・ポートマンなどが出てきている。 

## パートIV (2015)
サンドラーは2015年11月に、ニューヨーク・コメディ・フェスティバルの一部であるジャド・アパトー&フレンズのライブで「ザ・ハヌカー・ソング」の新しいバージョンを披露した。歌詞は『ハフポスト』や『ヴァルチャー』で紹介されている。このバージョンには、イエス・キリスト、『アナと雪の女王』のオラフ（ジョシュ・ギャッド）、スコット・ルーディン、ジョセフ・ゴードン＝レヴィット、スタン・リー、ジェイク・ジレンホール、Google創業者の2人（ラリー・ペイジとセルゲイ・ブリン）、アダム・レヴィーン、ドレイク、セス・ローゲン、ビル・ゴールドバーグ、スカーレット・ジョハンソン、ゲディー・リー、ジョナス・ソーク、ハリー・ポッター（ダニエル・ラドクリフ）、ジャレド・フォーグル、レイア姫（キャリー・フィッシャー）、『アナと雪の女王』のエルサ（イディナ・メンゼル）、デイヴィッド・ベッカム、ロン・ジェレミー、シャイア・ラブーフ、アイスクリームのベン&ジェリーズ（ベン・コーヘンとジェリー・グリーンフィールド）などが登場する。

## カバーとパロディ
『The Office』アメリカ版第3シーズン第6話"Diwali"でマイケル・スコット（スティーヴ・カレル）が、ヒンドゥー教のお祭りであるディーワーリーの時にサンドラーの歌をパロディにした"The Diwali Song"を歌う。
2008年にユニテリアン・ユニヴァーサリストのエヴァン・オースティンがこの歌のパロディである"The Chalica Song"を歌ったが、これはユニテリアン・ユニヴァーサリストの祝日であるチャリカに関するものである。
2009年にニール・ダイアモンドが出したクリスマスアルバムであるA Cherry Cherry Christmasにはこの曲のカバーバージョンが収録されている。